# Contea di Steuben (Indiana)
La contea di Steuben (in inglese Steuben County) è una contea dello Stato dell'Indiana, negli Stati Uniti. La popolazione al censimento del 2000 era di 33 214 abitanti. Il capoluogo di contea è Angola. Nel territorio della contea si trovano le sorgenti del fiume Fawn.